# Hangiri

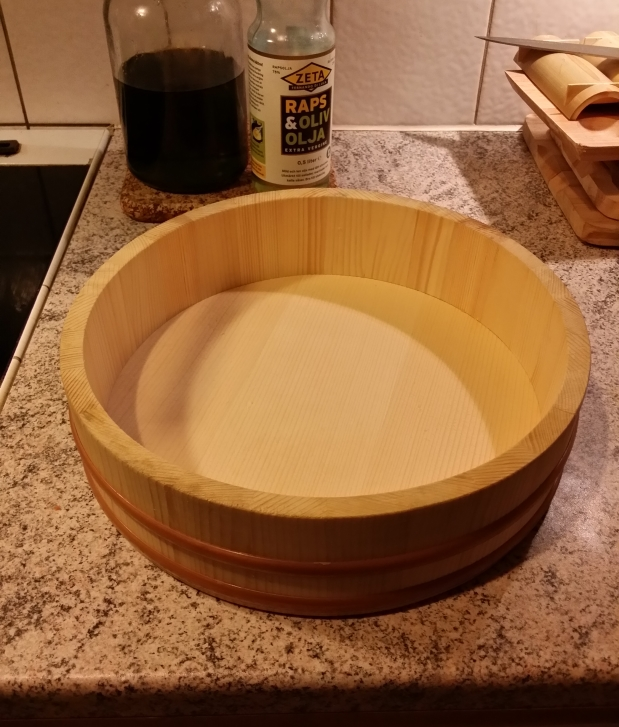
Hangiriskål, 40 cm i diameter.

Hangiri (半切 eller 飯切) eller handai (飯台) är en träskål med ursprung i japansk matlagning. En hangiriskål är rund behållare med tjocka väggar som används i den avslutande tillredningen av sushiris. Traditionella hangiriskålar tillverkas av cypressträ och är bundna med två kopparringar. Hangiriskålar varierar normalt i diameter mellan 30 cm, vilket är typiskt för hemmabruk, och upp till 1 meter, som används för restaurangbruk.
Tillsammans med hangirin används ofta en speciell träslev som kallas shamoji.
Hangiriskålar utnyttjas för att låta sushiriset svalna efter kokningen. Anledningen till att hangiriskålar används istället för andra material såsom metall eller plast är att de tjocka träsidorna suger upp mycket av vätan och låter riset svalna fortare. Det är också i hangirin som vinägern, saltet och sockret som ger sushiriset dess speciella smak tillsätts.
När riset är färdigblandat så täcks skålen med en speciell duk som kallas fukin och får sen svalna.
En hangiriskål är ofta betydligt dyrare än motsvarande metall- eller plastbehållare.